# Alectis
Alectis è un genere di pesci ossei marini appartenente alla famiglia Carangidae.

## Distribuzione e habitat
I membri del genere si incontrano nelle aree tropicali e subtropicali di tutti gli oceani. Nel mar Mediterraneo orientale e meridionale è presente la specie A. alexandrina.

## Specie
- Alectis alexandrina
- Alectis ciliaris
- Alectis indica[1]